# Сент-Оноре (Квебек)
Сент-Оноре (фр. Saint-Honoré) — город в провинции Квебек в Канаде, в регионе Сагеней — Озеро Сен-Жан. В 2014 году в городе проживало 5733 человека.
В совет города входит мэр и 6 советников, по одному от каждого квартала муниципалитета. С 2013 по 2017 год мэром города является Бруно Трембле.

## Географическое положение

Положение Сент-Оноре в региональном муниципалитете Ле-Фьор-дю-Сагеней

Сент-Оноре находится в 10 км к северу-востоку от Шикутими в региональном муниципалитете Ле-Фьор-дю-Сагеней и является его административным центром. Муниципалитет расположен в горах Вален и около фьорда Сагеней.

## История

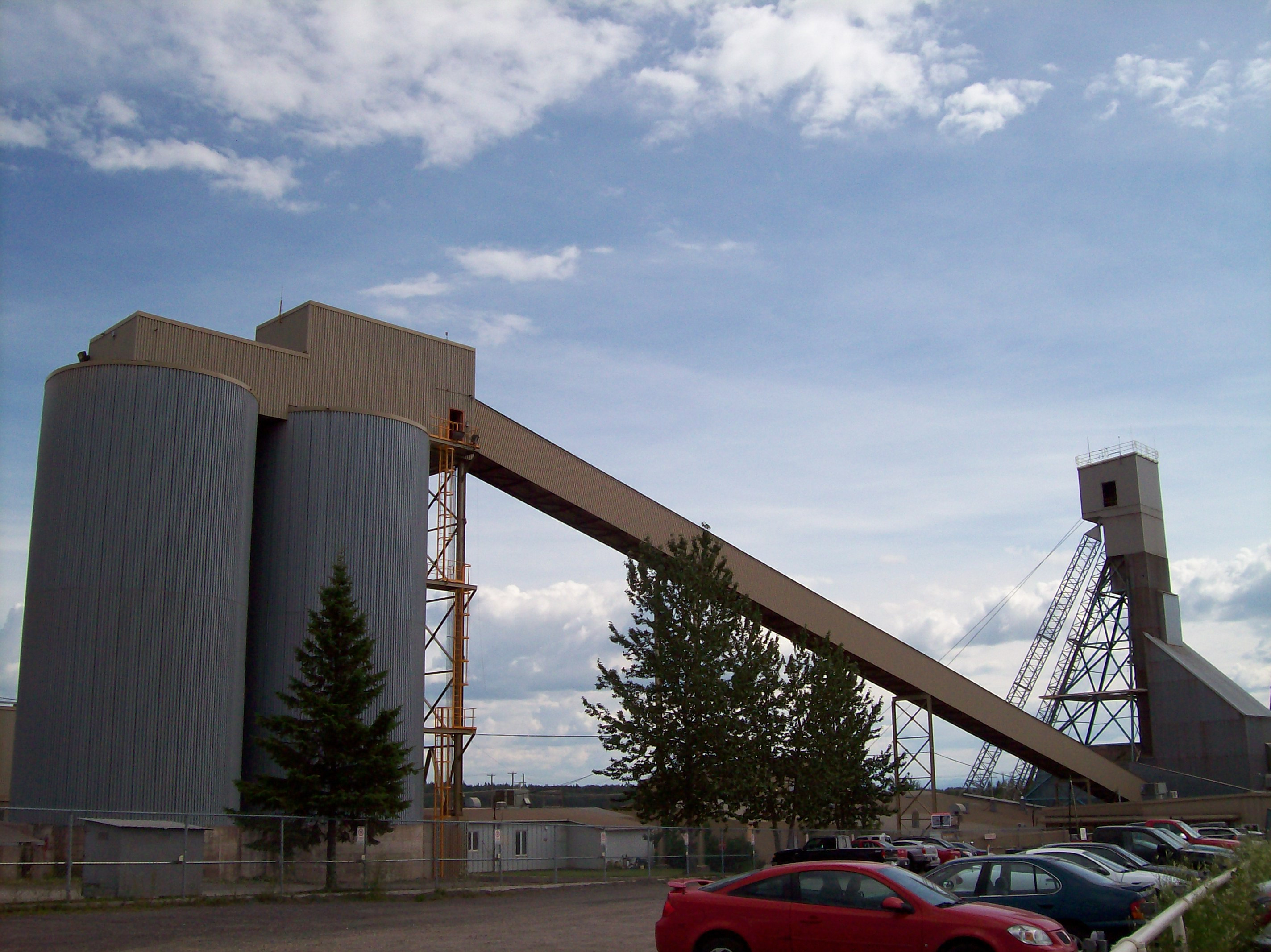
Шахта Niobec Inc

Поселение было основано в 1870-х годах. Первая попытка колонизации была не успешной и повторилась только в начале XX века. Муниципалитет был создан в 1914 году и назван в честь политика Оноре Пти. В 1953 году он распался на деревню и приход, а в 1972 году объединился обратно. Сент-Оноре являлся преимущественно сельскохозяйственным муниципалитетом. В нём располагается лётная школа квебекского центра аэронавтики в Шикутими и компания Niobec Inc, один из основных мировых производителей минерала ниобия. Лётная школа, единственная в Квебеке, была основана в 1968 году в аэропорту Сент-Оноре, построенном в 1942 году для тренировки британских пилотов во время Второй мировой войны. 9 января 2016 года Сент-Оноре стал городом.

## Население
Согласно переписи населения 2011 года, в Сент-Оноре проживали 5257 человек (50,4 % — мужчины, 49,6 % — женщины). Средний возраст — 37,9 лет. 19,1 % населения города составляли дети младше 14 лет, 6,3 % — население от 15 до 19 лет, 26,7 % — от 20 до 39 лет, 29,6 % — от 40 до 59 лет, 18,2 % — люди старше 65 лет. Из 4250 человек старше 15 лет, 1625 состояли в официальном браке, 1265 — в гражданском браке, 1000 никогда не были женаты. В Сент-Оноре 2005 домашних хозяйств и 1600 семей, среднее количество человек в семье — 2,9 человека, в домашнем хозяйстве — 2,6. У 99,6 % населения единственным родным языком является французский, только 0,2 % населения признали английский язык единственным родным.
В 2011 году 59,2 % населения города старше 25 лет имели высшее образование (59,6 % национальный уровень), причём 10,6 % имели университетскую диплом или степень, 17,6 % — диплом колледжа и 30,8 % торговый сертификат. Медианный доход семьи после уплаты налогов в 2010 году составлял 53 783 $.
Динамика населения:
| 2001 | 2006 | 2011 | 2014 |
| ---- | ---- | ---- | ---- |
| 3835 | 4727 | 5257 | 5733 |